# Zur Entstehung einer ökologischen Klasse
Zur Entstehung einer ökologischen Klasse. Ein Memorandum von Bruno Latour und Nikolaj Schultz ist eine politische Analyse, die die ökologischen Bewegungen und die Politik „grüner“ Parteien von einem linken und solidarischen Standpunkt kritisiert. Mit Blick auf die historischen und kulturellen Voraussetzungen der Französischen Revolution von 1789 fordern die Autoren einen langfristigeren und umfassenderen Stellungskrieg (Antonio Gramsci) zur Eroberung der Macht statt spontaner Aktionen und kurzfristiger Perspektiven. Im Kampf um die Bewohnbarkeit unseres Planenten sehen sie auf Seiten der ökologischen Bewegungen und grünen Parteien, zusammengefasst als die „ökologische Klasse“, aber so wichtige strategische Lücken, dass sie entmutigt die Wahrscheinlichkeit des Scheiterns konstatieren: Statt sich um die Neudefinition der handlungsleitenden Werte und Begriffe, um Konzepte einer die Natur nur noch sparsam nutzenden Produktion und um die Sorgen und Interessen der anderen und vor allem der unteren Klassen (classes populaires) zu kümmern, gebe sich die ökologische Klasse mit „hehren Gefühlen“ und „Diskussionen über Fleischkonsum“ zufrieden.
Der Text ist in zehn kurze nummerierte Kapitel mit jeweils eigenen inhaltsorientierten Überschriften gegliedert: 

## I. Klassenkämpfe und Klassifikationskämpfe
In den sich häufenden Katastrophen, im Zusammenbruch der internationalen Ordnung, in der Unfähigkeit der traditionellen Parteien und der wachsenden ökologischen Krise hätten alle bisherigen politischen Strömungen bis auf illiberale und faschistische Bewegungen an Attraktivität verloren. Nur die Ökologie könne eine Alternative entwickeln – aber auch sie hätte bisher nicht überzeugt wegen ihres pädagogischen Ansatzes (dem Wissen um die nahende Katastrophe werde das Handeln schon bald folgen) oder der Gewöhnung der Öffentlichkeit an die Prognosen der Klimakatastrophe und wegen einer gewissen Gleichgültigkeit. Auch die Vielfalt der aktuellen Konflikte verhindere eine stimmige Definition dieser Entwicklungen. Außerdem ließen sich die ökologische Bewegungen durch andere definieren, seien noch immer in ihren Gräben gefangen, sehr zersplittert und erkennten ihre wahren Verbündeten und Gegner nicht.
Die Autoren fragen daher: Wie kann eine neue Ökologie erstarken? Wie kann die „ökologische Klasse“ den politischen Horizont als führende Klasse so definieren, so, wie einst der Liberalismus, die Sozialismen und der Neoliberalismus? Wie kann die ökologische Bewegung aus der Sozialgeschichte und dem Kampf um Ideen lernen?
Die Autoren räumen ein, es sei „stets ein wenig beängstigend, den Begriff der ‚Klasse‘ wieder zu verwenden.“ Denn diejenigen, die nach „objektiven“, sozialen oder kulturellen Merkmalen derselben Klasse angehörten, positionierten sich bei ökologischen Themen völlig anders und machten es schwer, einen klaren Frontverlauf zwischen Verbündeten und Gegnern zu ziehen: Es gelte als unklar, was eine Klasse konstituiert. Aber eine Definition sei erforderlich, da eine Klassifikation nicht nur deskriptiv sondern auch performativ, handlungsauffordernd bzw. ein Kompass politischer Aktionen sei. Daher müsse der Begriff der Klasse neu definiert werden.

## II. Eine wunderbare Erweiterung des Materialismus
Marx´ Klassentheorie konzentriere sich auf die materielle Produktion und die dort bestehenden und reproduzierten Produktionsverhältnisse. Marx´ Fokus auf der Produktion habe daher wichtige außerökonomische Merkmale vernachlässigt: das Ende der Sklaverei, die Entstehung der Sozialversicherungen und des allgemeinen Wahlrechts sowie die kostenlose staatliche Schulbildung – all das markiere die Grenzen der marxistischen Theorie. Zusätzlich werde im Liberalismus und bei Marx das Thema der Bewohnbarkeit der Erde „willentlich und systematisch“ geleugnet oder minimiert.
Allerdings gab es damals „einen Rahmen, der auf unser Handeln nicht reagierte; jetzt reagiert er, und das auf allen Ebenen: Viren, Klima, Humus, Wälder, Insekten, Mikroben, Ozeane und Flüsse.“ Statt der Reproduktion der Produktionsverhältnisse stehe heute die Reproduktion des Erdenlebens auf der Tagesordnung. 
Die ökologische Bewegung sei „ganz ohne Zweifel links, und zwar eindeutig“, aber sie überwinde bisher nicht die alten sozialistischen Ideale. Sie kehre nur der Konzentration auf die Produktion den Rücken, stelle „den Produktionsbegriff in Frage“ und habe damit eine „erhebliche Diskrepanz zum traditionellen ´Klassenkampf´, aber verstärke den Widerstand der ganzen Gesellschaft gegen die umfassende Ökonomisierung“, die „Verselbständigung der Wirtschaft auf Kosten der Gesellschaft“. Dadurch erneuere die Ökologie auch „die vielfältigen Traditionen des Kampfes gegen die Ökonomisierung.“

## III. Die große Wende
Ursache der Lähmung sei, dass seit zwei Jahrhunderten Liberalismus und Sozialismen die Steigerung der Produktion befürworteten, beide sich auf die Produktion konzentrierten und dadurch beide blind für die Bedingungen des Überlebens wurden; zwischen ihnen habe „Uneinigkeit [nur] über die gerechte Verteilung der Erträge“ bestanden. Beide hätten damit „ihr eigenes Projekt der Entwicklung und des Fortschritts verraten.“ Das Verständnis der globalen Katastrophe sei zwar verbreitet, aber die Motivation zum Handeln werde gelähmt und alle Instinkte seien auf die Fortsetzung der überkommenen Auffassung von Produktion gerichtet. Dass die Bewohnbarkeit des Planeten Priorität erhalte, sei die notwendige Wende, und daher müssten die Begriffe der ´Entwicklung´ und ´Fortschritt´ neu definiert werden.

## IV. Erneut eine legitime Klasse
Die Autoren fassen die vielfältigen und zersplitterten ökologischen Bewegungen und die grünen Parteien im Hinblick auf ihre gesellschaftlichen Anliegen im Begriff der „ökologischen Klasse“ zusammen. Zunächst ist für die Autoren ein bestimmtes Problembewusstsein konstitutiv: „Die ökologische Klasse ist also diejenige, die sich der Frage der Bewohnbarkeit [der Erde] annimmt.“ Die ökologische Klasse sei „dadurch bestimmt, dass sie die Welt, in der man lebt, und die Welt, von der man lebt, in ein und demselben Raum miteinander verbindet.“
Diese Klasse sei gegenwärtig eher ein Desiderat, eine politische Hoffnung, als schon eine handlungsfähige politische Realität: „Das Auftauchen dieser ökologischen Klasse können wir in einem dichten Nebel nur erahnen.“ Aber sie greife den Prozess der Zivilisation mit erweiterter Sensibilität wieder auf, „den die anderen Klassen aufgegeben oder verraten haben“, und spreche den gegenwärtig führenden Klassen ihre Legitimität und die Rolle der Schlüsselklassen ab.
Wenn Marx seine Klassifikation der sozialen Klasse noch mit Bezug auf die materielle Produktion der Menschen entwickelte, müsse der neue materialistische Klassenbegriff unter dem überwältigenden „neuen Klimaregime“ die Bedingungen der Produktion und Reproduktion nicht nur der Menschen einbeziehen, sondern sich auf die Bewohnbarkeit der Erde, auf das Überleben aller Lebewesen fokussieren. Zu Marx bestehe daher im neuen Materialismus dieses Ansatzes Kontinuität, aber auch eine „relative Diskontinuität“ in der Berücksichtigung nicht nur menschlicher Lebewesen in der veränderten globalen Situation. Wie für Marx die Abhängigkeit von gleichartigen Lebensbedingungen die Arbeiterklasse objektivkonstituierte, so konstituiert für die Autoren die gleiche Abhängigkeit vom Biotop Erde für die ökologische Klasse auch objektiv.

## V. Die mangelhafte Ausrichtung der Affekte
Aber „seit Längerem sind Beobachterinnen und Beobachter verwundert, dass weder die Gewissheiten noch die Bedrohungen [durch die ökologische Krise] jene Mobilisierung der Massen nach sich ziehen, die angesichts der Dringlichkeit angemessen wäre.“ Es gebe einen „Ausfall an Reaktionen“, der durch Desinformationskampagnen, die Macht der Lobbys, die Trägheit der Mentalität und das wirksame Etikett der „strafenden Ökologie“ erklärt werden könne. Die machtvollen Affekte des letzten Jahrhunderts zugunsten von Wohlstand, Emanzipation und individueller Freiheit würden hierdurch gegen die Ökologie gerichtet.
Daher müsse die neue ökologische Klasse ein ganzes Bündel von Leitbegriffen der damit verbundenen Affekte in ihrer eigenen Begrifflichkeit neu definieren: z. B. „Identität“, „Solidarität“, „Gemeinschaft“, „Fortschritt“, „Emanzipation“, „Boden“, „Territorium“, „Land“, „Nation“ und „Beschränkung“. Als Erbe der Zivilisation müsse die Ökologie ihnen neue Bedeutungen geben und sie mit ihrer global-ökologischen Perspektive verknüpfen.
Die Autoren erinnern wiederholt daran, dass Liberale und Sozialisten über mehrere Jahrhunderte zugunsten einer gesellschaftlichen Transformation die positiven „bedingten Reflexe“ hätten entwickeln müssen, die heute von der ökologischen Klasse vernachlässigt würden, sodass ihr Programm einerseits Panik, andererseits aber nur Gähnen und Handlungslähmung hervorrufe.

## VI. Ein andererSinn der Geschichte in einem anderen Kosmos
So aufwändig es auch sei, müsse die ökologische Klasse dennoch eine Neudefinition der Lage anbieten können. Die Formung der „englischen Arbeiterklasse“ habe beispielsweise einhundert Jahre, die Verankerung der „sozialen Frage“ im öffentlichen Bewusstsein sogar zweihundert Jahre gedauert. Aber die ökologische Klasse verstöre schon die Notwendigkeit, dass sie sich um eine umfassende neue Sinngebung mit den revolutionären Klassen der Vergangenheit streiten können müsse, was eine wesentliche Bedingung der Eroberung der Macht sei.
Die Komplexität der ökologischen Krise, „die brutale Rückkehr der planetarischen Grenzen“ mache ratlos, weil sie unsere bisherige Kosmologie, unsere Weltanschauung in Frage stelle: „Wir sind uns nicht sicher über die Beschaffenheit oder, besser, die Konsistenz der Welt, in der wir handeln sollen.“ Zu dieser Ratlosigkeit komme die „außerordentliche Zersplitterung der Kräfte“ der ökologische Bewegung wie auch ihre Marginalisierung: Wir müssen eingestehen, dass die Aktiven, „die sich in diesen stolzen Slogans [der Bewegung] wiedererkennen, noch nicht so umfangreich“ sind.

## VII. Die ökologische Klasse ist potenziell in der Mehrheit
Durch die ihnen gemeinsame Abhängigkeit von den Bedingungen allen Lebens definieren die Autoren die ökologische Klasse auch objektiv, da die Zukunft aller Teile der Gesellschaft durch die heutige Form der Ausbeutung der Natur als bloßer Ressource gefährdet werde. Potenzielle Bündnispartner seien daher das Proletariat, die Feministinnen, die Jugend, indigene Völker, weite Teile der Intellektuellen, Wissenschaftler/-innen und alle Aktivisten – potenziell also mehr als neunzig Prozent der Bevölkerung, real aber noch sehr viel weniger: „Die ökologische Klasse ist bereits so etwas wie der neue dritte Stand: ein Nichts mit dem Ehrgeiz, das Ganze zu sein.“
Ohne aber eine auch subjektive Entwicklung, ohne die Entwicklung eines neuen Klassenbewusstseins, werde sie keine politische Transformation bewirken können: „Der Sinn der Geschichte fällt nicht vom Himmel;“ er muss „erarbeitet, verteilt, installiert, umgesetzt werden.“

## VIII. Der unerlässliche und doch vernachlässigte Kampf um die Ideen
Bereits einhundert Jahre vor der Französischen Revolution von 1789 „hatte der Kampf um die Ideen […] in allen Milieus und allen Klassen sozusagen ´die Geister vorbereitet´ und war selbst in den inneren Kern der Eliten eingedrungen.“ Dagegen hätten die „sogenannten ´grünen´ Parteien“ bisher diese Erfahrungen und Forschungsergebnisse kaum aufgegriffen und im Effekt gewollt vernachlässigt: „Man hat den fatalen Eindruck, dass der Kampf noch gar nicht richtig begonnen hat.“
Dieser Kampf um die Eroberung der Hegemonie, der „Stellungskrieg“ (Gramsci) um Werte, Begriffe und Positionen in den Institutionen, müsse dagegen lange vor dem „Bewegungskrieg“, der durch Wahlen angestrebten Machtübernahme, geführt werden. Da „die ökonomischen Interessen allein noch nie hinreichten, um sich innerhalb der Klassenkämpfe zu positionieren“, müsse die ganze Bevölkerung durch diesen Kampf auf allen Ebenen für einen Wandel der Werte, Affekte und der Weltanschauung gewonnen werden. Letztlich gehe es daher um eine neue (aristotelische) Metaphysik, um eine neue Philosophie, eine neue Naturwissenschaft und sogar eine neue Ästhetik.
Diese intellektuelle Aufgabe der ideologischer Arbeit werde von der ökologischen Klasse bisher vernachlässigt, was sie mit dem Vorwurf der Haarspalterei rechtfertige und dabei die Gefahr unterschätze, in „hehren Gefühlen“ zu ertrinken. Sie ignoriere damit, welche Begriffsarbeit in der Vorgeschichte der Französischen Revolution notwendig gewesen sei, um beispielsweise das „berechnende Individuum“ oder den „Staatsbürger einer repräsentativen Regierung“ oder die Begriffe der „Gesellschaft“, des „Proletariats“, der „Wertarbeit“ und der „sozialen Frage“ zu entwickeln. Diese Arbeit an der Hegemonie würde „der ökologischen Klasse ermöglichen, von simplen Debatten etwa über den Fleischkonsum überzugehen zu wirklichen Klassenkonflikten.“

## IX. Die Macht erobern, aber welche?
Nicht den „Stellungskrieg“ (Gramsci) geführt zu haben, also das Klassenbewusstsein nicht langsam entwickelt zu haben und sich dennoch in Wahlen zu stürzen – das werde nicht funktionieren: „Die Frage lautet jedenfalls: Was nützt es, den Staat zu besetzen, wenn hinter einem Klassen stehen, die unzureichend vorbereitet und motiviert sind, die Opfer zu akzeptieren, die ihnen die im Kampf mit dem Regime der Produktion stehende neue Macht wird auferlegen müssen?“
Die ökologischen Themen der aktiven Minderheiten seien in der Perspektive des Überlebens zwar zentral, ihre Wortführer aber – sogar mit einem gewissen Stolz – noch marginal. Es erscheine daher absurd, diese Aktivisten zum Kampf um die Hegemonie aufzufordern, der neben komplexen Themen wie Geopolitik, Handel und internationales Recht auch die nicht einfache Handhabung einer Reihe von Ambivalenzen erfordere: Den Staat erobern – und ihn gleichzeitig vollständig verändern, eine neue Art der Produktion implementieren – und eine bisher nur als Ressource genutzte Natur bewahren, die Politik im Nationalstaat gestalten – und zugleich Politik als Geopolitik führen. Beispielsweise sei das vereinte Europa, die heutige EU, trotz aller bürokratischen Fehler ein über den Rahmen der alten Nationalstaaten hinausführendes und damit positives politisches Experiment. Die ökologische Klasse könne diesen Fragen nicht ausweichen, sie könne „nicht den Anspruch erheben, die Politik zu definieren und dabei gleichzeitig weiter ihre Marginalität offen zur Schau tragen.“ Dieser Verweigerungen wegen können wir „das Auftauchen dieser ökologischen Klasse […] in einem dichten Nebel nur erahnen.“

## X. Von unten die Leere des politischen Raums füllen
Gegenwärtig verschwinde das Politische, der Diskurs über Alternativen, aus der Öffentlichkeit. Hier sei die Aufgabe der Ökologie, diese „grauenvolle Leere des öffentlichen Raums“ durch die Beschreibung der Situation und die Entwicklung eines Programms zu füllen, wodurch es ihr erst möglich würde, zwischen potenziellen Verbündeten und Gegnern zu unterscheiden und einen politischen Kampf mit Aussicht auf Erfolg zu führen. Erst dieses Neubeschreibung der Situation erlaube es „die Kartografie der der Verbündeten und der Gegner vollständig zu transformieren.“ Aber schon „dieser erste Schritt fehlt aufgrund der Schnelligkeit und vor allem des Ausmaßes des sich vollziehenden grundlegenden Wandels. Auf einmal folgt der Rest [der Gesellschaft] nicht mehr. Also muss man bei diesen Wurzeln anfangen – bei den grassroots.“
Die ökologische Klasse müsse bereit sein, „dieses Volk zu repräsentieren, wenn sie ihre Rolle als Schlüsselklasse spielen wollen.“ Das bedeute, den Kampf um die Hegemonie „an den aktuellen Sorgen, Wünschen, Gewohnheiten, Interessen der anderen Klassen auszurichten. Dabei ist deren Unterstützung unerlässlich, um die riesigen Opfer auf sich zu nehmen, die unabdingbar sind, um das Regime zu ändern.“ Die Dialektik der Avantgarde bedeutet zuerst einmal, sich dem Volk ohne moralische Besserwisserei und pädagogische Arroganz zu nähern: „Die Ökologisten ziehen nicht die anderen Klassen zu sich heran, im Gegenteil, sie schließen sich diesen endlich an.“
Gemessen an den Vorbildern historischer Revolutionen und an der Notwendigkeit, die Hegemonie zu erringen, fehle es der ökologischen Klasse allerdings an so wesentlichen Voraussetzungen, dass sie „nicht die geringste Chance haben dürfte, sich jemals mit den aktuellen führenden Klassen zu messen“ – es sei denn, die Menschen spürten irgendwie die Dringlichkeit einer großen Umwälzung in ihrem Innern, und vielleicht ereigne sie sich dann leichter als gedacht.

## Nachwort: Wird Ökologie je gängige Politik?
Mit dem Angriff Russlands auf die Ukraine sei die „Zwischenkriegszeit“ 2022 zu Ende gegangen. Die Schnelligkeit, mit der andere Gesellschaften und Staaten sich auf diese Herausforderung umstellen konnten, demonstriere in aller Schärfe, dass dieser territoriale Krieg Affekte mobilisieren könne, die dem Krieg gegen die Zerstörung der Biosphäre fast völlig fehlen: „Das aber heisst, dass es von zentraler Bedeutung bleibt, die Leidenschaften zu erforschen, zu kultivieren, zu steigern, zu popularisieren“, die nötig seien, um einer ökologische Klasse die Führung in der Gesellschaft zu erobern.

## Rezeption
In Die Tageszeitung kommentiert Annette Jensen am 21. Januar 2023, die Autoren versuchten, den Begriff der Klasse zu retten, aber „warum die Autoren am Begriff der Klasse unbedingt festhalten wollen, ist nicht plausibel.“ Auf den darauffolgenden Seiten fänden „sich dann doch spannende Gedanken“: Beispielsweise die Überlegungen zur Gleichgültigkeit der Gesellschaft angesichts der Klima-Alarmglocken oder zur Fortdauer der Hoffnungen auf Fortschritt ohne soziale Kämpfe. „Das Büchlein bezeichnet sich selbst als Memorandum und ist ein durchaus inspirierender Beitrag zu den vielfältigen Suchbewegungen in Richtung Transformation. Die Thesen, die längst nicht alle überzeugend und stringent sind“, seien dennoch inspirierend.
Die folgenden Rezensionen fasst der Perlentaucher wie folgt zusammen:
Im Deutschlandfunk Kultur findet Arno Orzessek am 7. Dezember 2022, das kleine Buch öffne Horizonte, weil es die Leser nicht mit Zahlen und Daten zu Ökologie und Klimawandel traktiere, sondern eine einzige Frage stelle: Wie kann der Umweltschutz die Politik dominieren? Nicht nur in der historischen Herleitung, sondern auch durch die Verve, mit der der kürzlich verstorbene Latour eine "ökologische Klasse" auf die Barrikaden ruft, weil die derzeitige Politik die Menschen entweder nur müde mache oder in Panik versetze. Dass die Natur die Menschen besitze und nicht umgekehrt, ist für den Rezensenten ein echtes As im Ärmel, weshalb es umso nachhaltiger sein könnte, dieses letzte Manifest des französischen Soziologen und Philosophen zu lesen. 
In der Neue Zürcher Zeitung, vom 23. November 2022 scheint Claudia Mäder der Ansatz der Autoren richtig. Sie stellten sich eine ökologische Klasse vor, die mit ihrem Denken und Lebensstil als führende Schicht agiere, so wie im 19. Jahrhundert das Bürgertum seine Werte – Freiheit, Autonomie, Emanzipation – durchsetzte. Mit der Klassenkampfrhetorik könne sie zwar nichts anfangen, aber in die richtige Richtung würden Latour und Schultz ihrer Ansicht nach schon weisen.
In der Süddeutschen Zeitung fragt Samira El Ouassil am 17. November 2022, warum tatsächlich nichts oder längst nicht genug gegen die Klimakrise getan werde. Die Autoren machten für diese "Handlungslähmung" auch die ökologische Bewegung selbst verantwortlich. Denn diese agiere zu sehr als Lobby der grünen Parteien und vermeide den Konflikt mit ihnen und die Kulturkämpfe. Dabei möchten die Autoren, dass die ökologische Klasse nun auch ein Klassenbewusstsein entwickelt und aggressiv für dessen Durchsetzung kämpft. In diesem Sinne müsste die Menschheit lernen, den fälligen Verzicht zu leisten und zu akzeptieren, um die Welt, in der, und die Welt, von der wir leben, in Einklang zu bringen. Samira El Ouassil bejaht diese Perspektive.
In der Frankfurter Rundschau kommentiert Harry Nutt am 9. November 2022, das Buch sei "Extrakt des anspruchsvollen Werks" von Latour und eine Empfehlung an alle Klimaaktivsten der Letzten Generation. Denn Latour habe Pflöcke zur Bildung einer ökologischen Klasse eingeschlagen. Zwar behagt Nutt der "revolutionäre Duktus" nicht, aber in den zehn Kapiteln steckten so viele Ideen und Anregungen, auch mit Widersprüchen umzugehen, dass dieses "Manifest" wie kein anderes geeignet sei, "den Prozess der Zivilisation" wieder aufzunehmen. Zumal, so Nutt, es im wahrsten Sinn handlich zu lesen ist und Latour auch für "literarische Erbauung" sorge.